# Iloraz szans
Iloraz szans, OR (ang. odds ratio) – stosunek szansy wystąpienia danego zdarzenia w jednej grupie do szansy jego wystąpienia w innej grupie. Iloraz szans można wyznaczyć na podstawie wzoru:
{\displaystyle OR_{A/B}={\frac {\mathbb {S} (A)}{\mathbb {S} (B)}}={\frac {\frac {\mathbb {P} (A)}{1-\mathbb {P} (A)}}{\frac {\mathbb {P} (B)}{1-\mathbb {P} (B)}}}={\frac {\mathbb {P} (A)\cdot (1-\mathbb {P} (B))}{\mathbb {P} (B)\cdot (1-\mathbb {P} (A))}}}
gdzie {\displaystyle \mathbb {P} (A)} to prawdopodobieństwo wystąpienia zdarzenia w grupie A, a {\displaystyle \mathbb {S} (A)} to odpowiednia szansa.
Iloraz szans nie jest równy stosunkowi prawdopodobieństw, gdyż szansa nie jest równa prawdopodobieństwu. Przykładowo, jeśli choroba występuje u 24 osób na tysiąc, szansa choroby wynosi 24/976, czyli prawie 2,5%.
{\displaystyle OR\approx 1} oznacza, że szanse są zbliżone, {\displaystyle OR<1} oznacza, że w badanej grupie szansa wystąpienia zdarzenia jest mniejsza niż w grupie odniesienia, zaś {\displaystyle OR>1} oznacza, że szanse są większe.
Istnieje też skorygowany iloraz szans (ang. adjusted odds ratio).